# Okręg Marusza
Marusza (rum. Mureș) – okręg (Rumuński județ) w środkowej Rumunii (Siedmiogród, rum. Transilvania), ze stolicą w mieście Târgu Mureș. W 2011 roku liczył 550 846 mieszkańców. Okręg ma powierzchnię 6714 km², a w 2002 gęstość zaludnienia wynosiła  90 os./km².

## Struktura narodowościowa
Według spisu ludności z roku 2011 okręg Marusza zamieszkiwały następujące narodowości:
- Rumuni - 50,4%
- Węgrzy - 36,5%
- Romowie - 8,52%
- Niemcy - 0,268%
- Żydzi - 0,016%
- Włosi - 0,011%
- Turcy - 0,009%
- Rosjanie - 0,009%
- Ukraińcy - 0,007%
- Polacy - 0,003%

## Miasta
- Târgu Mureș (węg. Marosvásárhely)
- Reghin (węg. Szászrégen)
- Sighișoara (węg. Segesvár)
- Târnăveni (węg. Dicsőszentmárton)
- Luduș (węg. Marosludas)
- Sovata (węg. Szováta)
- Iernut (węg. Radnót)
- Miercurea Nirajului (węg. Nyárádszereda)
- Sângeorgiu de Pădure (węg. Erdőszentgyörgy)
- Sărmașu (węg. Nagysármás)
- Ungheni (węg. Nyárádtő)

## Gminy
- Acățari
- Adămuș
- Albești
- Aluniș
- Apold
- Ațintiș
- Bahnea
- Band
- Batoș
- Băgaciu
- Băla
- Bălăușeri
- Beica de Jos
- Bereni
- Bichiș
- Bogata
- Brâncovenești
- Breaza
- Chibed
- Ceuașu de Câmpie
- Chețani
- Chiheru de Jos
- Coroisânmărtin
- Corunca
- Cozma
- Crăciunești
- Crăiești
- Cristești
- Cucerdea
- Cuci
- Daneș
- Deda
- Eremitu
- Ernei
- Fântânele
- Fărăgău
- Gălești
- Gănești
- Gheorghe Doja
- Ghindari
- Glodeni
- Gornești
- Grebenișu de Câmpie
- Gurghiu
- Hodac
- Hodoșa
- Ibănești
- Iclănzel
- Ideciu de Jos
- Livezeni
- Lunca
- Lunca Bradului
- Mădăraș
- Măgherani
- Mica
- Miheșu de Câmpie
- Nadeș
- Neaua
- Ogra
- Papiu Ilarian
- Pănet
- Păsăreni
- Petelea
- Pogăceaua
- Râciu
- Răstolița
- Rușii-Munți
- Sâncraiu de Mureș
- Sângeorgiu de Mureș
- Sânger
- Sânpaul
- Sânpetru de Câmpie
- Sântana de Mureș
- Saschiz
- Sărățeni
- Solovăstru
- Stânceni
- Suplac
- Suseni
- Șăulia
- Șincai
- Tăureni
- Valea Largă
- Vânători
- Vărgata
- Vătava
- Vețca
- Viișoara
- Voivodeni
- Zagăr
- Zau de Câmpie